# Carnivoramorpha
Carnivoramorpha е клон плацентни бозайници от клон Pan-Carnivora, който включва съвременния разред Хищници (Carnivora) и неговите изчезнали родственици.

## Класификация и филогения

### Традиционна класификация
Клон: Carnivoramorpha (Wyss & Flynn, 1993) [Хищници + всички базални клонове до Хищници, без Креодонти]
- Разред: Хищници (Bowdich, 1821)
  - Подразред: Кучеподобни (Kretzoi, 1943)
  - Подразред: Коткоподобни (Kretzoi, 1945)
  - Incertae sedis :
    - Род: † Palaeogale (von Meyer, 1846)
- Суперсемейство: † Miacoidea (Cope, 1880)
  - Семейство: † Miacidae (Cope, 1880)
  - Семейство: † Viverravidae (Wortman & Matthew, 1899)
  - Incertae sedis:
    - † "Sinopa" insectivorus (Cope, 1872)
- Incertae sedis:
  - Род: † Ravenictis (Fox & Youzwyshyn, 1994)
  - † Carnivoramorpha sp. ( UALVP 31176 ) (Fox & Youzwyshyn, 1994)

### Ревизирана класификация
Последните филогенетични проучвания показват, че суперсемейството Miacoidea и семейството Miacidae са парафилетични, като Miacidae са по-тясно свързани с хищниците, отколкото с виверовите. През 2010 г. Flynn, Finarelli & Spaulding назовават нов клас Carnivoraformes в рамките на Carnivoramorpha, съдържащ хищници и Miacidae, но не и виверови.